# Louis XIV (gioco)
Louis XIV è un gioco da tavolo creato da Rüdiger Dorn e distribuito nel 2005 da Ravensburger. Nel 2005 il gioco ha vinto il prestigioso Deutscher Spiele Preis ed è stato tra i finalisti dell'altrettanto prestigioso International Gamers Award.

## Descrizione
Il gioco è ambientato nella Francia del Re Sole e i giocatori si calano nei panni di avventurieri che cercano di influenzare e corrompere i personaggi che frequentavano la corte reale tentando di conquistare ricchezza e potere.
All'inizio della partita ogni giocatore riceve 16 segnalini influenza del colore scelto, 5 monete d'oro e due 2 carte missione. Inoltre le dodici tessere raffiguranti personaggi storici realmente esistiti vengono disposte nell'area di gioco, ognuno di questi personaggi dà diritto a dei gettoni necessari per risolvere le missioni.
Ogni turno di gioco si compone di 4 fasi:
- Fase Rendita: Tutti i personaggi ricevono la rendita monetaria del sovrano, le 5 carte influenza di base e tutti gli oggetti e le carte che i loro personaggi precedentemente influenzati e le loro missioni precedentemente risolte consentono di ottenere (chiaramente nel primo turno di gioco nessun giocatore ha completato missioni o influenzato personaggi.
- Fase Influenza: I giocatori a turno giocano 1 carta influenza e piazzano sulla tessera con il personaggio corrispondente fino a 3 segnalini (o sulle tessere direttamente collegate, seguendo precise regole). I giocatori proseguono fino a quando tutti i giocatori restano con una sola carta influenza che viene scartata.
- Fase Valutazione: Su ogni tessera si decide chi possiede la maggioranza e ottiene il bonus corrispondente (gettoni, stemmi, denaro o carte di vario tipo).
- Fase Missioni: I giocatori usano i gettoni per risolvere le carte missione.

A fine partita attraverso un sistema di calcolo degli stemmi e di missioni il giocatore con più punti vittoria è dichiarato vincitore.

## Personaggi
I personaggi storici raffigurati sulle tessere, che possono essere manipolati o corrotti sono:
1. . Anna d'Austria, madre del Re Sole
2. . Filippo I d'Orleans, fratello minore del Re Sole
3. . Maria Teresa di Spagna, moglie del Re Sole
4. . Luigi, il Gran Delfino, figlio primogenito ed erede al trono del Re Sole e Maria Teresa
5. . Françoise-Athénaïs di Montespan, amante del Re Sole
6. . Le Grand Condè, comandante militare del Re Sole
7. . Jean-Baptiste Colbert, ministro del tesoro e del commercio del Re Sole
8. . Françoise di Mantenon, amante e in seguito moglie morganatica del Re Sole
9. . Louise de La Vallière, amante del Re Sole
10. . Henri de Turenne, comandante militare del Re Sole
11. . Giulio Mazzarino, primo ministro del Re Sole
12. . Françoise Michel Louvois, ministro della guerra del Re Sole